# Kompensation (Pflege)
In der Pflegewissenschaft wird Kompensation als vollständige Übernahme einer Verrichtung oder Leistung verstanden, die der Gepflegte nicht selbst leisten kann. Die kompensatorische oder ausgleichende Pflege steht im Gegensatz zur aktivierenden Pflege, die den Gepflegten fördert seine noch vorhandenen Ressourcen zu nutzen.
Auch wenn fast jede Pflegeintervention Anteile kompensatorischer und aktivierender Pflege beinhaltet, gilt der Grundsatz: So wenig Kompensation wie nötig, so viel Aktivierung wie möglich. Kompensatorische Pflege ist auf Defizite ausgerichtet; sie ist notwendig, wenn der Gepflegte die Handlung nicht selbst durchführen kann und wenn durch die Unterlassung ein Schaden droht. Aus Pflegesicht hat diese Form der Pflege den Vorteil zeitsparend zu sein und häufig zu besseren Ergebnissen zu führen, die Nachteile sind, dass die gefühlte Hilflosigkeit des Gepflegten stärker wird und die Abhängigkeit von der Pflege steigt.